# Maurer (entreprise)
Pour les articles homonymes, voir Maurer.

Attraction de type tournoyante à walt disney studio à Chessy en France créé en 2007

Maurer est une entreprise allemande implantée à Munich créée en 1876. Elle est connue pour ses produits de protections de bâtiments (joints de chaussée, amortisseurs de vibrations) et ses réalisations sidérurgiques : ouvrages d'art, ponts, bâtiments industriels et mécaniques ; montagnes russes en métal pour les parcs de loisirs.

## Histoire
L'entreprise est créée en 1876 par Friedrich Maurer. En 1899, à la suite du décès du fondateur, Friedrich et Georg Maurer poursuivent les activités démarrées par leur père sous un nouveau nom : Friedrich Maurer Söhne (litt. « Maurer fils »).
Implantée à Munich, l'usine produit des pièces métalliques et prend de l'ampleur jusqu'à déménager en 1925 au nord de Munich, là où est toujours implanté l'usine actuelle. La fabrication de halls, de toits, de voies de grue et ponts sont alors l'essentiel de l'activité. L'entreprise est reprise par Johannes Beutler en 1931. Il l'a fait prospéré jusqu'à la Seconde Guerre mondiale qui verront notamment la destruction de bâtiments par des frappes aériennes. L'entreprise se relève et propose des remorques pour véhicules agricoles dès 1947. En 1951, Johannes Beutler meurt et l'entreprise est reprise par sa veuve Margarete Beutler et son frère Ernst Beutler jusqu'en 1958. En 1964, Hans Beutler, le fils de Johannes Beutler rejoint l'entreprise et en prend la direction en 1971. En 1993, Maurer construit ses premières montagnes russes.
En 2014, la société Maurer Söhne précédemment dirigée en tant que GmbH & Co. KG a changé son statut et son nom en société par actions, Maurer AG, et une nouvelle fois le 21 novembre 2016 pour devenir une société européenne, Maurer SE.

## Produits

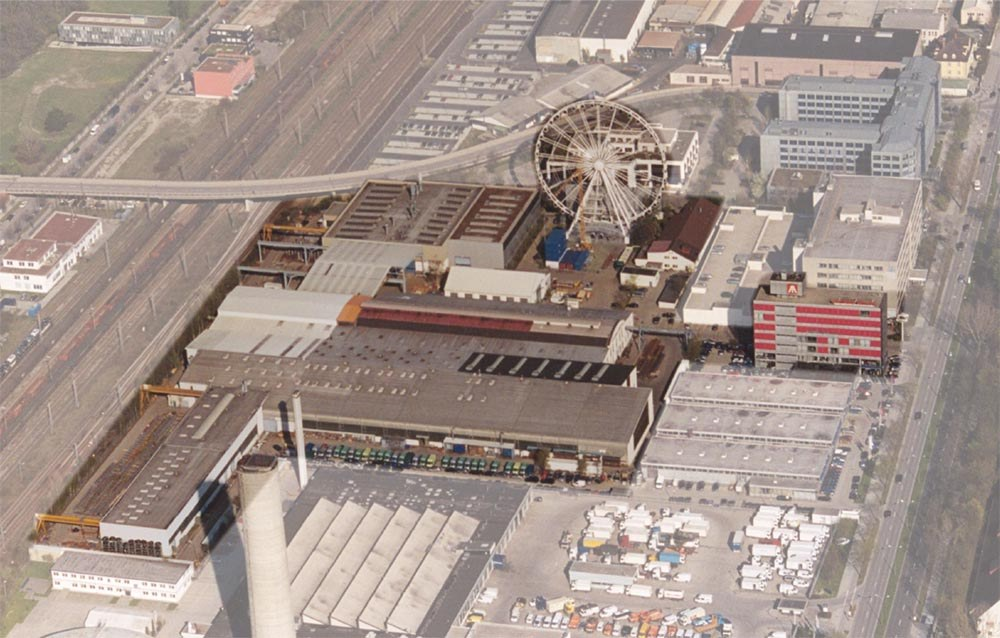
Site de production

### Protections de bâtiments
Maurer est un leader dans les systèmes de protections structurelles de bâtiments : joints de chaussées, appareils d'appuis pour ponts, amortisseurs de vibrations, systèmes de protection antisismique.
Ces systèmes de protections équipent notamment le viaduc de Millau ou le pont Rion-Antirion.

### Construction métallique
Maurer est également un grand constructeur d'ouvrages en acier. L'entreprise réalise principalement des grands ouvrages, des ponts et des cheminées métalliques.
Exemples d'ouvrage métallique produits par Maurer Söhne:
- le BMW Welt, à Munich
- le terminal II de l'aéroport de Munich
- la toiture du stade Allianz Arena à Munich

### Montagnes russes

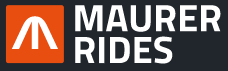
Logo de Maurer Rides.

Maurer Rides est une filiale basé à Munich. Elle a été fondée en 2003 en tant qu'unité indépendante du groupe Maurer.
Maurer Söhne a construit de nombreuses Wild Mouse en tous genres et également des tours de chute. L'entreprise conçoit et produit plusieurs types de montagnes russes en métal dont des montagnes russes tournoyantes et un concept proche des Montagnes russes de motos (spike coaster).
En 2020, Maurer Rides livrera les premières montagnes russes installées sur un navire de croisière. Les montagnes russes seront sur le Mardi Gras de Carnival Cruise Lines.

#### Sélection de montagnes russes réalisées

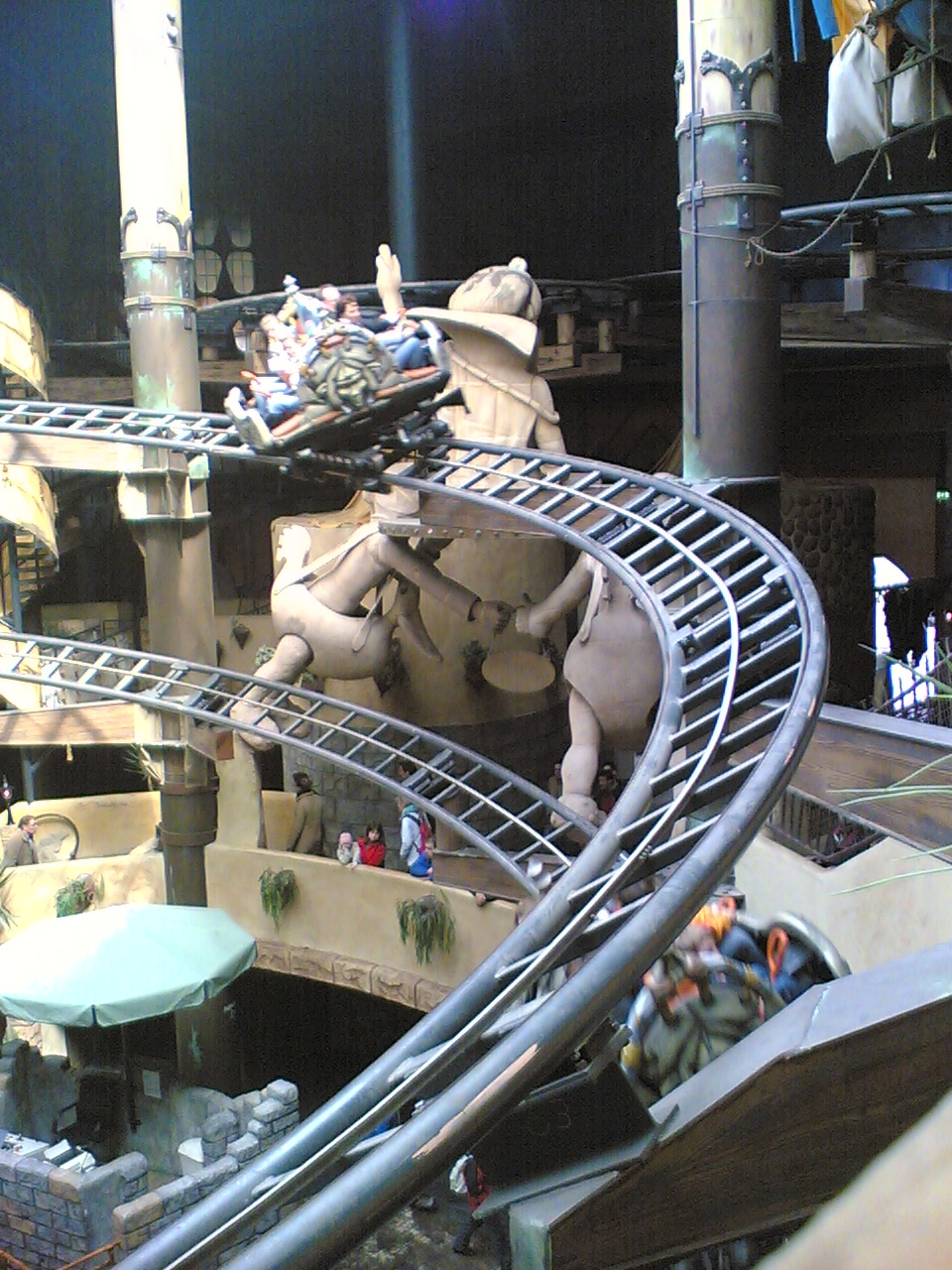
Winja's Fear & Winja's Force à Phantasialand.

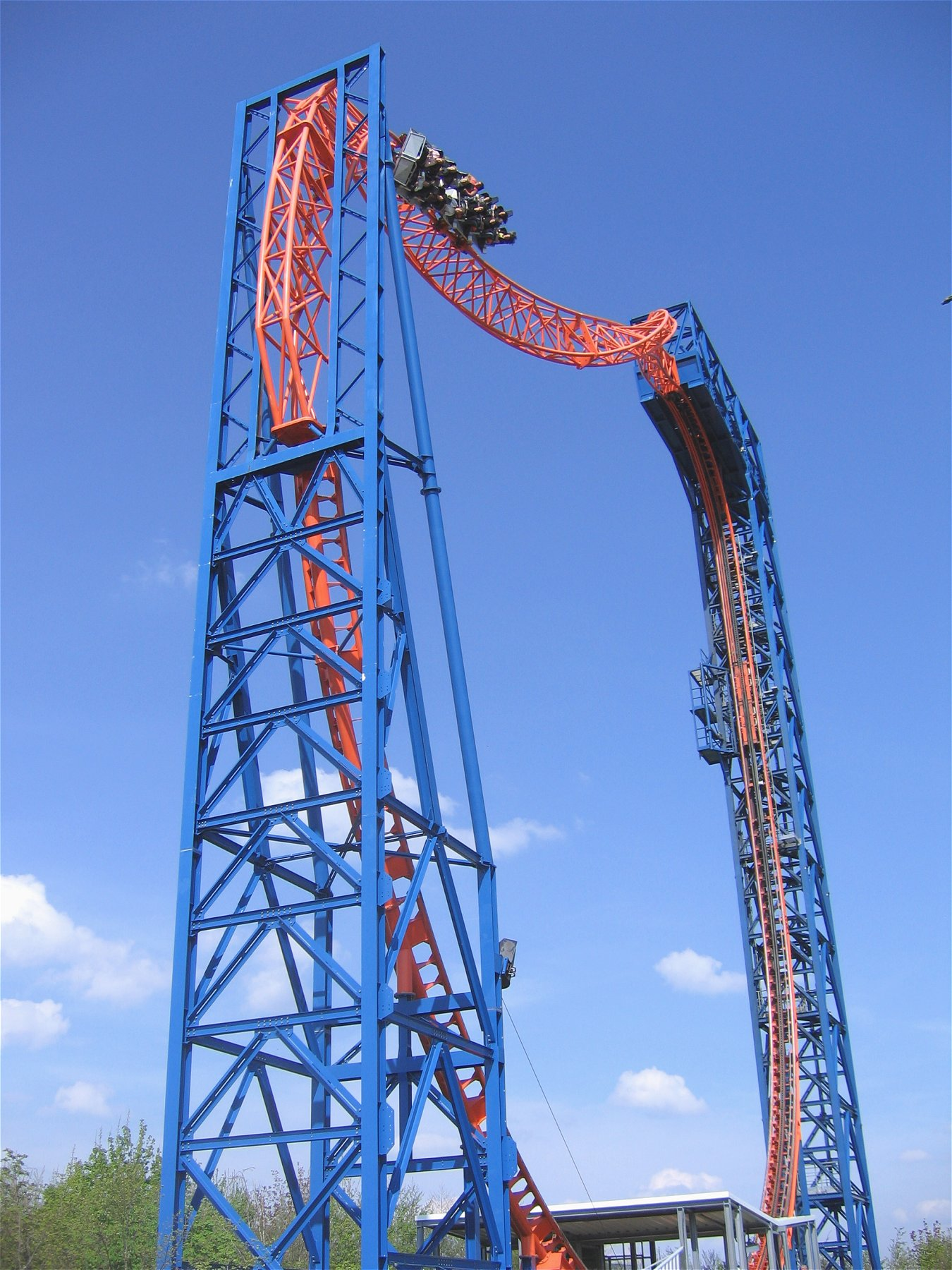
Sky Wheel à Skyline Park.

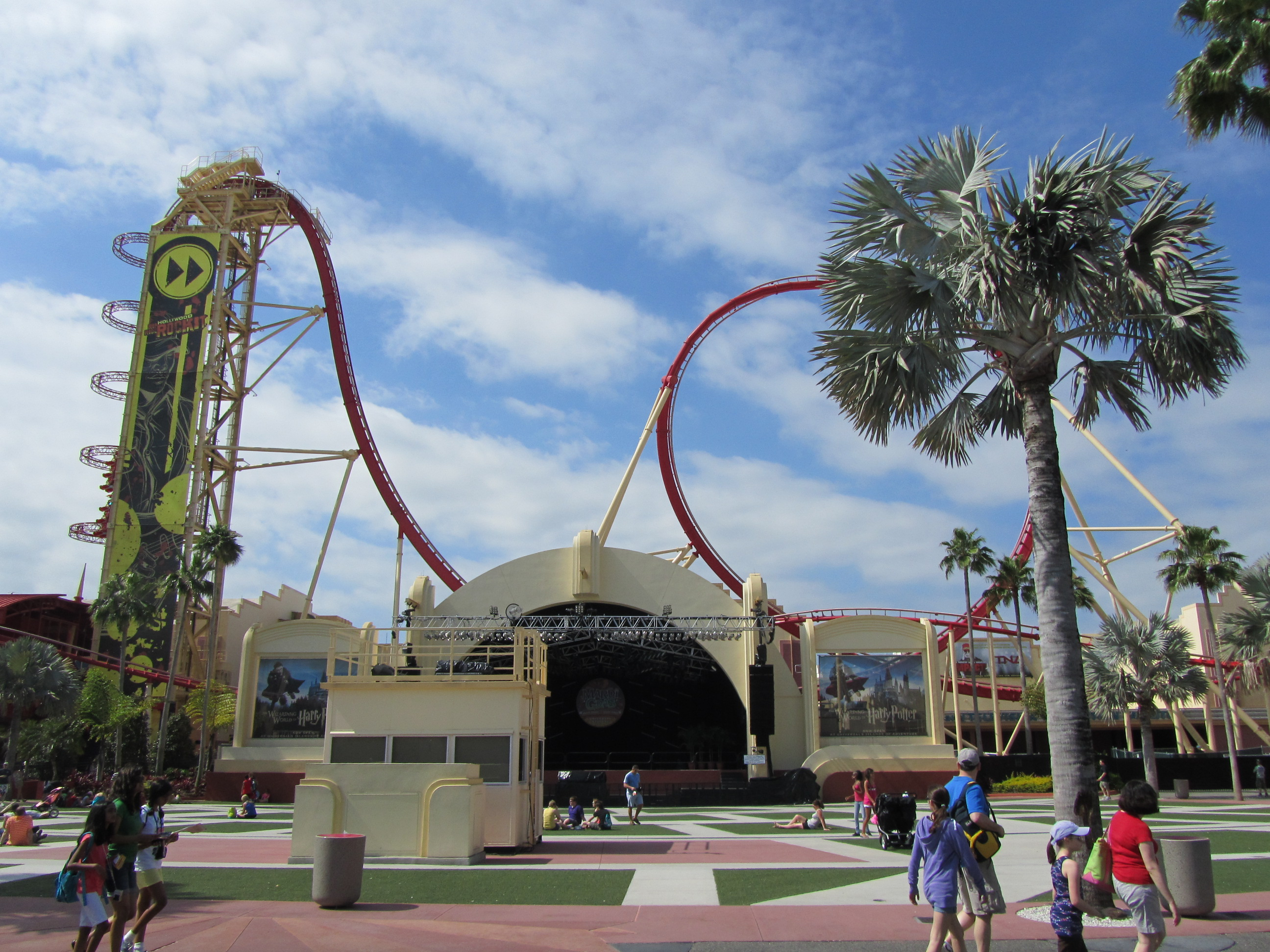
Hollywood Rip Ride Rockit à Universal Studios Florida.

Attraction de type tournoyante à walt disney studio à Chessy en France créé en 2007

| Nom de l'attraction          | Année | Type             | Nom du parc                     | Pays                |
| ---------------------------- | ----- | ---------------- | ------------------------------- | ------------------- |
| Abismo                       | 2006  | Steel Looper     | Parque de Atracciones de Madrid | Espagne             |
| Bug Out                      | 2000  | Wild Mouse       | Wild Adventures                 | États-Unis          |
| Crazy Mine                   | 1997  | Wild Mouse       | Hansa-Park                      | Allemagne           |
| Crush's Coaster              | 2007  | Tournoyantes     | Walt Disney Studios             | France              |
| Desmo Race                   | 2019  | Spike            | Mirabilandia                    | Italie              |
| Dragon's Fury                | 2004  | Tournoyantes     | Chessington World of Adventures | Royaume-Uni         |
| Fiorano GT Challenge         | 2010  | Racing / Lancées | Ferrari World Abu Dhabi         | Émirats arabes unis |
| Formule X                    | 2007  | Steel Looper     | Drievliet                       | Pays-Bas            |
| Freischütz                   | 2011  | Lancées          | Bayern Park                     | Allemagne           |
| G Force                      | 2005  | Steel Looper     | Drayton Manor                   | Royaume-Uni         |
| Hollywood Rip Ride Rockit    | 2009  | Steel Looper     | Universal Studios Florida       | États-Unis          |
| Kopermijn                    | 1996  | Wild Mouse       | Drievliet                       | Pays-Bas            |
| Laff Trakk                   | 2015  | Tournoyantes     | Hersheypark                     | États-Unis          |
| Naga Bay                     | 2011  | Tournoyantes     | Bobbejaanland                   | Belgique            |
| Rat                          | 2005  | Wild Mouse       | Loudoun Castle                  | Royaume-Uni         |
| Rattlesnake                  | 1998  | Wild Mouse       | Chessington World of Adventures | Royaume-Uni         |
| Road Runner Express          | 2000  | Wild Mouse       | Kentucky Kingdom                | États-Unis          |
| Sky Wheel                    | 2004  | Steel Looper     | Skyline Park                    | Allemagne           |
| Shock                        | 2011  | Steel Looper     | MagicLand                       | Italie              |
| Speedy                       | 2001  | Tournoyantes     | Sea Life Abenteuer Park         | Allemagne           |
| Speedy Nuts                  | 2023  | Wild Mouse       | Papéa Parc                      | France              |
| Spider                       | 2003  | Tournoyantes     | Lagoon                          | États-Unis          |
| Spinball Whizzer             | 2004  | Tournoyantes     | Alton Towers                    | Royaume-Uni         |
| Spinning Coaster Maihime     | 2000  | Tournoyantes     | Tokyo Dome City Attractions     | Japon               |
| Tarántula                    | 2005  | Tournoyantes     | Parque de Atracciones de Madrid | Espagne             |
| Twistrix                     | 2001  | Tournoyantes     | Drievliet                       | Pays-Bas            |
| Ukko                         | 2011  | Steel Looper     | Linnanmäki                      | Finlande            |
| Venus GP                     | 1996  | Steel Looper     | Space World                     | Japon               |
| Whirlwind                    | 2003  | Wild Mouse       | Camelot Theme Park              | Royaume-Uni         |
| Wild Mouse                   | 2000  | Wild Mouse       | Dorney Park                     | États-Unis          |
| Wild Mouse                   | 1997  | Wild Mouse       | Flamingo Land                   | Royaume-Uni         |
| Wild Mouse                   | 1998  | Wild Mouse       | Lagoon                          | États-Unis          |
| Wild Maus                    | 1997  | Wild Mouse       | Prater de Vienne                | Autriche            |
| Winja's Fear & Winja's Force | 2002  | Tournoyantes     | Phantasialand                   | Allemagne           |
| X Coaste                     | 2006  | Steel Looper     | Magic Springs and Crystal Falls | États-Unis          |

### Tour de chute
| Nom de l'attraction | Nom du parc                   | Pays      | Année |
| ------------------- | ----------------------------- | --------- | ----- |
| El Desafío          | Isla Mágica                   | Espagne   | 2001  |
| Power Tower 2       | Schneider & Co. oHG (München) | Allemagne | 2001  |